# Vena Sera
Vena Sera ist das vierte Studioalbum der US-amerikanischen Alternative-Metal-Band Chevelle. Das Album wurde am 3. April 2007 über Epic Records veröffentlicht und wurde in den USA mit Gold ausgezeichnet. Es war das erste Chevelle-Album mit dem Bassisten Dean Bernardini.

## Entstehung
Anfang 2005 trennten sich Chevelle vom Bassisten Joe Loeffler. Pete und Sam Loeffler erklärten ursprünglich, dass Joe eine Pause einlegen wollte, um bei seiner Familie zu sein. Der geschasste Joe Loeffler warf dagegen seinen Brüdern vor, ihn gefeuert zu haben. Pete Loeffler erklärte später, dass Joe Loeffler immer wieder sagte, dass er die Band verlassen würde, um dann später zurückzukommen. Sein Nachfolger wurde mit Dean Bernardini der Schwager der verbliebenen Loeffler-Brüder. Gemeinsam begannen im Februar 2006 die Arbeiten an dem neuen Album.
Durch den Besetzungswechsel änderte sich nichts an der Arbeitsweise der Band, da Joe Loeffler sich laut seinem Bruder Pete nie am Songwriting beteiligte und immer nur dann im Studio auftauchte, wenn er gebraucht wurde. Für Vena Sera griff die Band auf ältere Songideen zurück. Über einen Zeitraum von vier Monaten wurden die neuen Lieder ausgearbeitet. Die Band wollte sich vom typischen modernen Rocksound wegbewegen und verwendete ältere Gitarrenstimmungen. Ursprünglich war geplant, dass Jared Leto von 30 Seconds to Mars und Page Hamilton von Helmet als Gastsänger auftreten sollten. Aus unbekannten Gründen kam es nicht dazu.
Aufgenommen wurde die Musik ab Oktober 2006 im Studio at the Palms in Paradise, einem Vorort von Las Vegas. Der Gesang wurde im Studio Barbarosa in Bavon, Virginia aufgenommen. Produziert wurde Vena Sera von Michael „Elvis“ Baskette, der bereits das Vorgängeralbum This Type of Thinking (Could Do Us In) produzierte. Abgemischt wurde das Album von Andy Wallace, während Eddy Schreyer das Mastering übernahm. Ursprünglich sollte das Album Your Terrible Memories heißen. Für die Lieder Well Enough Alone, I Get It und The Fad wurden Musikvideos gedreht. Für Well Enough Alone arbeitete die Band mit dem Regisseur Wes Craven zusammen.

## Hintergrund
In Antisaint geht es um die Heuchelei und Täuschung, die Pete Loeffler in den Jahren vor der Veröffentlichung dieses Albums erlebt hat. Bei dem Lied Safewaters geht es um einen Misanthropen, der danach strebt, sich von der Gesellschaft zu distanzieren. Pete Loeffler bezeichnet den Protagonisten als jemanden, der es Leid ist, Teil der menschlichen Rasse zu sein. Well Enough Alone befasst sich mit dem Verhältnis zwischen den verbliebenen Bandmitgliedern zu ihrem Bruder Joe Loeffler. Pete Loeffler bezeichnete es als Untertreibung, wenn er das Familienleben als „schwierig“ bezeichnen würde.
Das Lied The Fad hatte ursprünglich den Arbeitstitel Gucci Clan. In dem Lied macht sich die Band über die Clubszene in Las Vegas lustig, insbesondere über die jungen Männer dieser Szene, in der man laut Pete Loeffler aussehen muss, als wenn die Kleidung, die man gerade trägt, mehr als 10.000 Dollar wert sein muss. Er bezeichnete diese Szene als „lächerlich“. I Get It ist eine Motivation für die Leute, die Angst davor haben, ihre Träume zu erfüllen. Das Musikvideo handelt von einem Angestellten, der von seinen Chef gemobbt wird und dann an ihm Rache nimmt.
Die digitale Version des Albums enthält als Bonustrack das Lied In Debt to the Earth. Die bei Best Buy erhältliche Version enthält die Bonustitel Sleep Walking Elite und Delivery. Letzteres ist eine Coverversion eines Liedes von Compulsion.

## Rezeption

### Rezensionen
Laut Jörg Staude vom deutschen Magazin Visions präsentieren sich Chevelle in Höchstform. Die Band würde „krude Riffs und Melodien bieten, die sich Tool nie trauen würden und Helmet nicht konnten“. Corey Apar vom Onlinemagazin Allmusic schrieb hingegen, dass das Album zwar gut wäre, allerdings würde der Großteil klingen, als hätte die Band ältere Lieder neu geschrieben. I Get It würde für eine „nette Abwechselung sorgen, was allerdings zu wenig wäre und zu spät kommen würde“. Vena Sera würde die Fans „nicht enttäuschen, da es einfach wie alle anderen Chevelle-Alben klingen würde“.

### Charts und Auszeichnungen
| ChartsChartplatzierungen       | Höchstplatzierung | Wochen |
| ------------------------------ | ----------------- | ------ |
| Vereinigte Staaten (Billboard) | 12 (12 Wo.)       | 12     |

Die Singles Well Enough Alone, I Get It und The Fad erreichten die Plätze vier, fünf bzw. 13 der Billboard Mainstream Rock Songs. Das Album erhielt im Mai 2020 für 500.000 verkaufter Einheiten Gold. Im Januar 2021 erhielt die Single I Get It für 500.000 verkaufter Einheiten ebenfalls Gold.